# Alfred Gerstenberg
Alfred Gerstenberg (n. 6 aprilie 1893, Grainau, Regatul Bavariei, Germania – d. 1 ianuarie 1959, Bad Tölz, Bavaria, Germania) a fost un general german de aviație (Luftwaffe), comandantul forțelor militare germane din România în timpul celui de-al Doilea Război Mondial.

## Viața și activitatea
A fost atașat militar al Luftwaffe la Legația din București (Șeful misiunii militare germane pentru arma aerului în România) (1 iunie 1938 - 27 august 1944), iar între 15 februarie 1942 și 27 august 1944 a fost și Comandant General al Luftwaffe în România.

### Raidul american din 11 - 12 iunie 1942
În urma raidului american asupra rafinăriilor din Ploiești, din 11-12 iunie 1942, cunoscut sub numele de cod HALPRO (de la Halverson Project), germanii au decis să întărească sistemul de apărare al acestor rafinării. Responsabil cu această activitate a fost numit generalul Alfred Gerstenberg, care a decis să construiască cel mai puternic sistem integrat de apărare A.A. (antiaeriană) din Europa.
Pentru apărarea regiunii petrolifere Ploiești, Gerstenberg a folosit sute de piese de artilerie A.A. cu calibre de la 105 mm la 88 mm. și o mulțime impresionantă de arme cu calibre mai mici, camuflate în căpițe de fân și structuri false. O serie de piese de artilerie au fost mascate ingenios în vagoane de cale ferată trase pe linii secundare, pentru a asigura și apărarea căii ferate.
Rețeaua de apărare locală a fost integrată în sistemul de luptă care cuprindea și 52 de avioane de vânătoare Bf 109 și Bf 110, alături de o serie de avioane învechite din România și Bulgaria.
Gerstenberg se baza pe semnale ale serviciilor de informații aflate la  Atena (Grecia) pentru a putea riposta mișcărilor aviației americane care se pregătea să atace Ploieștiul, venind din Africa de Nord.

### Evenimentele de la 23 august 1944
După evenimentele de la 23 August 1944, Gerstenberg s-a prezentat la Palatul Regal. La cererea Regelui Mihai, el a primit ca aghiotant un ofițer român (colonelul Valeriu Selescu) și a plecat către Transilvania, pentru a ordona trupelor germane staționate acolo să se predea. După ce a trecut cu succes prin teritoriul controlat de armata română, Gerstenberg a ajuns la destinație. Aici, el l-a arestat pe aghiotantul român și, în fruntea a 4.000 de oameni, a pornit către București, cu scopul de a ocupa poziții militare cheie. Între timp, corpul de armată german a primit ca întăriri parașutiști din Germania.
În noaptea de 23/24 august 1944, noul prim-ministru, generalul Constantin Sănătescu, a avut o întrevedere cu Manfred von Killinger și generalii Erik Hansen și Alfred Gerstenberg, cărora le-a spus că sunt liberi să părăsească teritoriul românesc „pentru a nu prăpădi țara continuând un război inutil“. Ei însă nu au înțeles acest mesaj și, imediat după plecare, au reușit totuși să dea ordin unor trupe germane să atace Bucurestiul.
Trupele germane au intrat în București dinspre Ploiești. În apropierea podului de cale ferată de la Băneasa s-a declanșat lupta cu trupele române, comandate de colonelul Olteanu. În ciuda superiorității lor, trupele germane au fost oprite, iar Gerstenberg s-a predat. Cu multe deformări ale faptelor istorice, lupta a fost imortalizată literar în romanul Șoseaua Nordului, scris de Eugen Barbu. La piciorul noului pod de cale ferată de la Băneasa a fost instalată o placă memorială care menționează acest eveniment.
După intrarea armatelor Uniunii Sovietice în România, generalul Alfred Gerstenberg (care a fost prizonier în 28 august 1944 de trupele române, la Gherghița, împreună cu generalul Reiner Stahel ) a fost dus în Uniunea Sovietică, unde a rămas până în 12 octombrie 1955, când a fost eliberat.
Generalul Gerstenberg a murit de tuberculoză (contractată, probabil, în timpul prizonieratului) la data de 1 ianuarie 1959, în localitatea germană Bad Tölz.

## Decorații
- Ordinul „Virtutea Aeronautică” de război cu spade, clasa Comandor (4 noiembrie 1941) „pentru distinsele și valoroasele servicii aduse Aeronauticei Române, în calitatea sa de Atașat Aeronautic”[6]

## Vezi și
- Manfred von Killinger
- Titus Gârbea

## Legături externe
- Memoria.ro